# Томи Адейеми
Томи Адейеми (на английски: Tomi Adeyemi) е нигерийско-американска писателка на бестселъри в жанра приключенско фентъзи.

## Биография и творчество
Томи Адейеми е родена на 1 август 1993 г. в Сан Диего, Калифорния, САЩ, в семейство на емигранти от Нигерия. Баща ѝ е лекар, който първоначално работи като таксиметров шофьор до възстановяване на правата си, а майко ѝ работи като чистачка, а после ръководи ръководи група от хосписи извън Чикаго. Томи Адейеми израства в Чикаго. Завършва гимназия в Хинсдейл. Завършва с отличие английска филология в Харвардския университет, получава стипендия и отива в Салвадор, Бразилия, където изучава западноафриканска митология и култура.
В Южна Америка се вдъхновява от африканската митология и започва да пише. След завръщането си в САЩ се премества в Калифорния, където работи в компания за филмопроизводство в Лос Анджелис. Едновременно пише първия си ръкопис, който е неуспешен. След него пише следващата си книга и влиза в конкурсната програма „Pitch Wars“, чрез която новите писатели съгласуват и ревизират творбите си преди да ги дадат на литературен агент.
Първият ѝ роман „Деца от кръв и кости“ от фентъзи поредицата „Наследството на Ориша“ е издаден през 2018 г. Младата Зели Адебола помни времената на маговете, които са преследвани и убити, включително и нейната майка, по заповед на безмилостния крал. С помощта на една хитроумна принцеса тя е решена да се противопостави на насилието и да възроди магията. Романът веднага става бестселър и я прави известна. Филмовите права са закупени от „Туентиът Сенчъри Фокс“.
Заедно с писането на романи поддържа собствен сайт и чрез него преподава творческо писане.
Томи Адейеми на живее в Сан Диего.

## Произведения

### Серия „Наследството на Ориша“ (Legacy of Orisha)
1. Children of Blood and Bone (2018)
Деца от кръв и кости, изд.: „Егмонт“, София (2018), прев. Надя Златкова
2. Children of Virtue and Vengeance (2019)